# Johann Dominicus Fiorillo
Johann Dominicus Fiorillo (Amburgo, 10 ottobre 1748 – Gottinga, 10 settembre 1821) è stato un pittore e storico dell'arte tedesco.

## Biografia
Figlio d'arte, del musicista e compositore italiano Ignazio Fiorillo, ricevette la sua prima formazione all'Accademia di Belle Arti di Bayreuth. 

Fu iniziato nella Loggia massonica "Augusta zu den drei Flammen" di Gottinga.
Per poter terminare gli studi in questa prestigiosa istituzione, nel 1761 si recò in Italia per alcuni anni. Studiò prima a Roma, e poi nel 1765 a Bologna, dove da Ercole Nelli apprese anatomia, architettura e prospettiva.
Nel 1769 fu nominato membro dell'Accademia di belle arti di Bologna, ritornò in Germania, dove a Braunschweig ebbe luogo la sua prima esposizione di opere d'arte. Nel 1781 si trasferì a Gottinga, dove fu assunto come professore di disegno all'Università Georg-August. Nel 1784 si occupò delle collezioni di opere d'arte della biblioteca dell'ateneo, divenendo poi professore associato nel 1799, e ordinario di Filosofia nel 1813.
Ebbe rapporti di amicizia con Christian Gottlob Heyne e con Gottfried August Bürger e praticamente con tutti i protagonisti di rilievo culturale attivi nell'ateneo. a sua volta, influenzò profondamente la formazione di Karl Friedrich von Rumohr e di alcuni esponenti del Romanticismo tedesco, quali: August Wilhelm Schlegel, Wilhelm Heinrich Wackenroder e Ludwig Tieck.
Questi contatti intellettuali contribuirono alla sua opera principale, una storia dell'arte dal Medioevo al XVIII secol, in due parti:
- Geschichte der zeichnenden Künste: in cinque volumi, composti fra il 1798 e il 1808,
- Geschichte der zeichnenden Künste in Deutschland und den vereinigten Niederlanden: in 4 volumi, composti fra il 1815 e il 1820.

Queste due opere, pur non raggiungendo una vetta artistica dal punto di vista letterario, sono considerate dagli studiosi come una preziosa fonte di informazioni, in modo particolare per l'arte nel tardo Medioevo.
Fiorillo fu il primo ad introdurre la storia dell'arte come autonoma disciplina di studio nell'ambito della formazione universitaria. Continuò a praticare la pittura per tutta la vita, senza tuttavia esprimere risultati degni di nota, forse con l'unica eccezione della Resa di Briseis.